# Élisabeth Salvaresi
Élisabeth Salvaresi est une autrice, militante féministe, journaliste indépendante et scénariste française. Engagée pour les droits des femmes, elle milite au mouvement de libération des femmes (MLF) et fait partie des fondatrices du Front homosexuel d'action révolutionnaire (FHAR) et de l'Association des Femmes Journalistes (AFJ).

## Biographie
Originaire du Cap Corse,, Élisabeth Salvaresi grandit à Nonza. Elle commence à s'investir dans les milieux féministes pendant ses études à Toulouse. Dans les années 1970, elle est militante au Mouvement de libération des femmes (MLF) et rédactrice pour Le torchon brûle.
Le 5 mars 1971, Élisabeth Salvaresi fait partie du « commando saucisson », un groupe de militantes féministes lesbiennes issues du MLF, qui perturbe un meeting anti-IVG organisé par l’association pro-vie Laissez-les vivre au Palais de la Mutualité. Cinq jours plus tard, le 10 mars, le même groupe, rejoint par quelques militants gays, interrompt l'émission de radio « L'homosexualité, ce douloureux problème », présentée par Menie Grégoire,,. Le même soir, elles créent le Front homosexuel d'action révolutionnaire (FHAR),,.
En 1971, Élisabeth Salvaresi et une dizaine de militantes rédigent le texte « Votre révolution sexuelle n'est pas la nôtre », paru dans le numéro 15 du journal Tout !, dans lequel elles dénoncent les rapports de domination dans les relations hétérosexuelles,. Cet article engendre une scission entre les féministes et les rédacteurs masculins du journal. La même année, Élisabeth Salvaresi filme un reportage sur sa commune d'origine, Nonza, dans lequel elle dénonce la domination des hommes sur les femmes.
Élisabeth Salvaresi participe ensuite à la rédaction d'un des premiers livres collectifs consacrés, en France, à l’histoire des femmes : L’Histoire sans qualités, initié par Pascale Werner et publié en 1979,.
Militante de mai 1968, Élisabeth Salvaresi publie en 1988 l'ouvrage Mai en héritage, dans lequel elle décrit la stratégie séparatiste mise en place par les militantes féministes. Elle y explore également les témoignages et devenirs d'autres militants impliqués dans les événements de mai 1968. D'après la chercheuse en sciences politiques Isabelle Sommier, le livre d'Élisabeth Salvaresi est l'un des deux meilleurs ouvrages consacrés à ce mouvement.
En 1979, Élisabeth Salvaresi participe avec Simone de Beauvoir à la création du Comité international du droit des femmes. En mars de la même année, avec une délégation du Comité dont font également partie Marie-Odile Fargier, Martine Storti, et Micheline Pelletier-Lattès, Élisabeth Salvaresi se rend en Iran pour rencontrer et soutenir des femmes impliquées dans la lutte contre l'instauration de la république islamiste,. Elle s'implique ensuite dans les manifestations contre la remise en cause de la loi Veil.
En juillet 1981, Élisabeth Salvaresi cofonde l'Association des Femmes Journalistes (AFJ) : elle fait partie des membres du premier bureau. Elle dénonce les inégalités salariales, notamment dans le milieu du journalisme.
Dans les années 1990, Élisabeth Salvaresi milite également pour l'association Femmes contre la violence en Corse.
Aux élections européennes de 2014, Élisabeth Salvaresi est la tête de la liste « Féministes pour une Europe solidaire » dans la circonscription Sud-Est, qui récolte 0,10 % des votes exprimés,,.

## Écrits

### Ouvrages
- En attendant VXZ 375, Éditions des Autres, 1979, 313 p.
- L’Histoire sans qualités, Galilée, 1979, 226 p.Écrit avec Christiane Dufrancatel, Arlette Farge, Christine Faure, Geneviève Fraisse, Michèle Perrot et Pascale Werner.
- Travelo : enquête sur la prostitution travestie, Presses de la Renaissance, 1982, 183 p.
- Mai en héritage, Syros-Alternatives, 1988, 226 p.

### Articles
- « J'avais 13 ans... », Le torchon brûle, no 1,‎ 1971, p. 12 (lire en ligne)
- « Hymne », Le torchon brûle, no 3,‎ 1972, p. 2 (lire en ligne)
- « La Guérilla », Le torchon brûle, no 3,‎ 1972, p. 2 (lire en ligne)
- « Le devenir professionnel et personnel des militants de mai », Matériaux pour l'histoire de notre temps, nos 11-13 « Mai-68 : Les mouvements étudiants en France et dans le monde »,‎ 1988, p. 269-275 (lire en ligne)

### Scénario
- 1996 : La Bataille de l'avortement, coécrit avec Robert Mugnerot